# Playboy (criminoso)
Celso Pinheiro Pimenta conhecido como Playboy e às vezes também chamado Mamadeira (Rio de Janeiro, 1 de março de 1982 — Rio de Janeiro, 8 de agosto de 2015), foi um notório assaltante, homicida e traficante de drogas brasileiro.
Um dos líderes da facção criminosa Amigos dos Amigos, era em meados de 2015, até o momento de sua morte, um dos criminosos mais procurados do Estado do Rio de Janeiro, cujas informações por sua captura valiam R$ 50.000,00.

## Biografia
Último remanescente da quadrilha de Pedro Machado Lomba Neto, o Pedro Dom, Celso Pinheiro Pimenta, o Playboy, era nascido e criado em Laranjeiras, filho de um jornaleiro e uma dona de casa, e pai de seis filhos. O jovem de classe média entrou cedo para o mundo do crime e aterrorizava a Zona Sul no início dos anos 2000. Por volta dos 14 anos, era conhecido como ‘Mamadeira’ e praticava roubo de casas e carros na região. Foi preso duas vezes antes de completar 18 anos.
Por intermédio de um padrinho, foi parar na Aeronáutica, de onde acabou sendo expulso após ser preso num assalto. Aos 22 anos, começou sua especialização na criminalidade ao roubar 11 fuzis de um quartel e vender a um traficante do Morro do Dendê, na Ilha do Governador.
Sua vida no crime se fortaleceu no Complexo da Pedreira onde ergueu o quartel general da sua facção durante os anos de 2010 a 2015.
Em entrevista à revista Veja no início de 2015, Playboy contou ter tomado os fuzis de volta por falta de pagamento e levado para o Complexo da Maré, onde reencontrou Pedro Dom, antigo parceiro de infância em Laranjeiras.
Após sua facção perder força dentro do Complexo da Maré, Playboy se refugiou no Complexo da Pedreira, onde comandava uma das maiores facções do estado, com poder bélico estimado em mais de 300 fuzis.
Playboy gostava de ações ousadas. Uma das mais famosas atribuídas a ele foi o roubo de quase 200 motos do pátio do Detro (Departamento de Transportes Rodoviários) no fim do ano de 2014. Playboy nega que tenha ordenado a ação e garante ter mandado os traficantes da comunidade devolverem as motocicletas.
Playboy tornou-se inimigo mortal do traficante Luiz Cláudio Machado, conhecido como Marreta, da facção rival Comando Vermelho, chegando a publicar vídeos no Youtube lhe desafiando.
Em abril de 2015, seu braço-direito foi morto pela polícia, após tentativa de fuga. Em agosto de 2015, Playboy foi morto, em meio a uma troca de tiros com dois policiais da CORE.

## Representação no Cinema
A interpretação de Playboy pelo ator Cauã Reymond no filme de 2014 com o título Alemão (filme), se trata de uma historia fictícia e não tem nada a ver com a realidade. Mas o personagem foi inspirado em Celso Pinheiro.